# Il boss dei boss
Il boss dei boss (Boss of Bosses) è un film TV del 2001 che racconta la storia del boss italo-americano Paul Castellano.

## Trama
La vita e la storia di "Big" Paul Castellano, temuto e rispettato Capo della Famiglia Gambino. Dal potere assoluto, fino alla morte avvenuta il 16 dicembre 1985 per mano di John Gotti e Sammy Gravano davanti al ristorante "Spark Steaks House" di Manhattan.